# Манастир Тродитиса
Манастир Тродитиса (грч. Ιερα Μονη ροοδιτισσης) је мушки манастир Кипарске православне цркве. Смештен је у планинама Троодос, 6 км северно од села Платрес, у Лимасолском округу Републике Кипар.
Верује се да је манастир основан 1250. године. Налази се на западној страни шумовитих обронака Олимпа, на надморској висини од 1.350 метара.
Посвећен је икони Богородице Тродитисе. Ову свету икону спасили су иконопоштоваоци од иконобораца у време иконоклазма у 8. веку и сакрили је у једну од пећина близу садашњег манастира. Када је након Седмог васељенског сабора у Никеји 787. године, иконоборачка јерес угашена, Богородица се пројавила да на овом месту. 

## Историја
Према легенди, манастир су основала два пустињака. Живели су у близини данашњег манастира, указала им се Пресвета Богородица и назначила место грађења.
Манастир је горео два пута током шумских пожара. Године 1585. манастир су спалили Турци Османлије, након чега је остао пуст дуго времена. Манастир је обновљен до почетка 18. века. Садашње зграде манастира датирају из 1842. године.
Опис
Манастир Тродитиса чува две велике светиње: икону Богородице Тродитисе за коју се верује да је једна од оних које је насликао сам јеванђелиста Лука, и чудесни појас, украшен златом и сребром, који је дар захвалности манастиру од жене којој су услишене дуготрајне молитве да добије пород. Овај појас, према локалним веровањима, помаже неплодним женама да добију децу. 